# ELiechtensteinensia
eLiechtensteinensia ist eine seit 2010 von der Liechtensteinischen Landesbibliothek in Vaduz betriebene Open-Access-Plattform für digitalisierte Zeitschriften sowie periodisch erscheinende Publikationen aus dem Fürstentum Liechtenstein oder mit Bezug zu Liechtenstein. Die Liechtensteinische Landesbibliothek arbeitet dabei unter anderem mit dem Verlag der Liechtensteinischen Akademischen Gesellschaft (VLAG) und dem Liechtenstein-Institut in Bendern als Kooperationspartner zusammen.

## Ziele
Die Liechtensteinische Landesbibliothek verfolgt mit dem Projekt eLiechtensteinensia das Ziel, kostengünstig regionalspezifische Medien online und frei bereitzustellen. Dabei strebt sie an, Zeitungs- und Zeitschriftenbände sowie Schriftenreihen nebst Sonderausgaben von der ersten bis zur aktuellen Ausgabe in verschiedenen Medientypen anbieten zu können. Diese werden im OPAC der Liechtensteinischen Landesbibliothek verlinkt.
Die von Manfred Hauer, Wolfgang Herder und Meinrad Büchel entwickelte Oberfläche der Plattform soll nach dem neuesten Stand der Technik benutzerfreundlich, einfach bedienbar und barrierefrei gestaltet sein. Jeder Beitrag soll über persistente Links stets adressierbar bleiben und für Suchmaschinen indexierbar sein. Ausserdem wird in einem laufenden Messprozess die tatsächlich Nutzung geprüft.

## Bestand
Die Plattform bietet Zugang zu über 600'000 digitalisierten Seiten historischer Zeitungen, Zeitschriften, Jahrbüchern und einigen Monographien aus Liechtenstein. Die Werke werden in der Liechtensteinischen Landesbibliothek digitalisiert und die digitalen Daten für die Online-Präsentation aufbereitet.
Die Inhalte stehen als Volltext zur Verfügung und können als PDF heruntergeladen werden, sofern urheberrechtliche Vorschriften nicht dagegenstehen.
Je nach Vereinbarung mit dem jeweiligen Herausgeber kann für neuere Ausgaben eine Sperrfrist bestehen. Die Bände der von der Liechtensteinischen Akademischen Gesellschaft (LAG) herausgegebenen Schriftenreihe Liechtenstein: Politische Schriften ist beispielsweise nach zwei Jahren vollständig und kostenlos zugänglich.

## Wichtige Inhalte (Auswahl)
- Jahrbuch des Historischen Vereins für das Fürstentum Liechtenstein (1901–2017), siehe Browser
- Tageszeitung Liechtensteiner Vaterland und Vorgänger (1914–2005), siehe Browser
- Tageszeitung Liechtensteiner Volksblatt (1878–2005), siehe Browser
- Schriftenreihe Liechtenstein: Politische Schriften (LPS) (1973–2016), siehe Browser
- Zeitschrift EinTracht (1992–2012), siehe Browser

## Suchmöglichkeiten
Die Datenbank lässt sich nach Stichwort, Person, Titel, Herausgeber oder Themengebieten durchsuchen. Das Themenspektrum umfasst Geschichte, Gesellschaft, Kultur, Landeskunde, Medien, Natur, Politik, Recht, Umwelt, Wirtschaft und Zeitungsherausgeber. Eine weitere Suchmöglichkeit bietet die Zeitleistenfunktion, mit der sich die Suche auf einen bestimmten Zeitabschnitt beschränken lässt.